# 13281 Алісіяхолл
13281 Алісіяхолл (1998 QW45, 1977 HE1, 1994 JC3, 1997 ED44, 13281 Aliciahall) — астероїд головного поясу, відкритий 17 серпня 1998 року.
Тіссеранів параметр щодо Юпітера — 3,611.